# (28583) Mehrotra
(28583) Mehrotra est un astéroïde de la ceinture principale.

## Description
(28583) Mehrotra est un astéroïde de la ceinture principale. Il fut découvert le 8 mars 2000 à Socorro (Nouveau-Mexique) par le projet LINEAR. Il présente une orbite caractérisée par un demi-grand axe de 2,55 UA, une excentricité de 0,19 et une inclinaison de 5,8° par rapport à l'écliptique.

## Compléments